# Haraldshaugen
Haraldshaugen (noruego: Riksmonumentet Haraldshaugen) es un monumento nacional ubicado en Haugesund, Noruega. El monumento fue erigido durante la celebración milenial de la unificación de Noruega en un solo reino bajo el mando del Rey Harald I de Noruega (noruego: Harald Hårfagre).

Haraldshaugen fue develado el 18 de julio de 1872 por el príncipe Oscar (luego Rey Oscar II de Suecia) en el marco del primer centenario del aniversario de la Batalla de Hafrsfjord. El monumento fue diseñado por el arquitecto noruego Christian Christie. El poeta nacional noruego, Ivar Aasen, escribió un poema titulado Haraldshaugen para conmemorar el acontecimiento.
Haraldshaugen está localizado en los suburbios del norte de Haugesund. El monumento consta de un gran montículo rodeado por piedras de granito conmemorativas con 29 piedras más pequeñas, una por cada uno de los condados históricos de Noruega. En la parte superior del montículo está el obelisco principal de 17 metros en granito, con cuatro tableros de bronce alrededor de la base. Cada tablero describe escenas importantes de la vida del rey Harald I.
Haraldshaugen conmemora la Batalla de Hafrsfjord la cual generalmente se fecha en el año 872. La Batalla de Hafrsfjord tradicionalmente ha sido considerada como el momento en el cual Noruega occidental fue por primera vez unificado bajo un monarca. Haraldshaugen ha sido identificado con el sitio de entierro del rey Harald I, quién murió alrededor de 933 en Avaldsnes, cerca a Karmøy, al sur de Haugesund.